# Liceum Ogólnokształcące Nr III im. Juliusza Słowackiego w Otwocku
Liceum Ogólnokształcące Nr III im. Juliusza Słowackiego w Otwocku – placówka edukacyjna, działająca od września 1993. Mieści się w niej liceum ogólnokształcące i uzupełniające.

## Historia
Decyzją Kuratora Oświaty Nr 60 z 1993, w barakach przy ul. Mieszka I 13/15 w Otwocku, gdzie wcześniej mieściła się Szkoła Podstawowa Nr 11, utworzono od 1 września 1993 roku Zespół Szkół Nr 1, a w nim III Liceum Ogólnokształcące.

Rozpoczęto naukę w trzech klasach liceum ogólnokształcącego o profilu ogólnym. Pierwszym dyrektorem placówki została Elżbieta Szczygielska. Od września 1994 szkoła rozpoczęła działalność w nowym gmachu.
W 2000 r., za zgodą kuratorium i organu prowadzącego, zlikwidowano szkołę zawodową, odzieżową i elektromechaniczną, a pozostawiono same liceum ogólnokształcące.
W 2003 r., na 10-lecie istnienia szkoły, postanowiono wybrać patrona. Został nim Juliusz Słowacki. 11 października odbyła się uroczystość nadania imienia. Sztandar ufundowała rada rodziców. Od 1999 r. dyrektorem zespołu jest mgr Robert Pielak, nauczyciel geografii.
W 2019 roku szkoła po raz pierwszy w historii dostała Złotą Tarczę w rankingu miesięcznika edukacyjnego „Perspektywy”.

## Budynek
Rok po utworzeniu szkoły, dzięki staraniom ówczesnej dyrektor, placówkę przeniesiono do gmachu przy ulicy Juliusza Słowackiego 4/10. Był to budynek dawnego sanatorium doktora Krukowskiego – Otwock „Martów”, późniejszy szpital powiatowy. Kuratorium Oświaty w Warszawie zgodziło się sfinansować generalny remont i rozbudować obiekt, dostosowując do potrzeb szkoły. 1 września 1994 rozpoczęto tam naukę, choć nie do końca pomieszczenia były ukończone. Dopiero w roku następnym szkoła była w pełni zaaranżowana. 18 kwietnia 1997 oddano do użytku pełnowymiarową salę gimnastyczną.